# 塞利姆一世
塞利姆一世 （奥斯曼土耳其语: سليم اول, 土耳其语:  I. Selim ; 1470年10月10日—1520年9月22日）被尊稱為亞武茲蘇丹塞利姆（土耳其語：Yavuz Sultan Selim），「亞武茲」在土耳其語中意為「剛毅者」，又因其以嚴峻的手段治國而得到冷酷者塞利姆（英語：Selim the Grim）的綽號，他從1512年到1520年擔任奧斯曼帝國第九任的蘇丹 。塞利姆在位期間大力擴張鄂圖曼帝國的規模，其中最重要的是他於1516至1517年間成功征服包括黎凡特、漢志、帖哈麥與埃及在內所有屬於馬穆魯克王朝的領土。在塞利姆統治的期間，帝國疆域整整增長了大約70％的領土，當他於1520年去世前夕，鄂圖曼業已成為占地340萬平方公里，橫跨歐亞非三洲的大帝國。
塞利姆征服了穆斯林世界的中東心臟地帶，他因此肩負起保衛麥加和麥地那朝聖之路兩聖地之僕的角色，使鄂圖曼帝國成為最負盛名的遜尼派穆斯林國家，帝國的文化重心也為此從巴尔干半岛轉移到中東地區。到了十八世紀，塞利姆對馬穆魯克王朝的征服已轉變為帶有浪漫色彩的歷史，由於鄂圖曼帝國居於伊斯蘭教影響地區的領導地位，因此儘管塞利姆在其生前並未追求哈里發的頭銜與權威，但他仍普遍被公認為鄂圖曼帝國第一任合法的哈里發。

## 生平

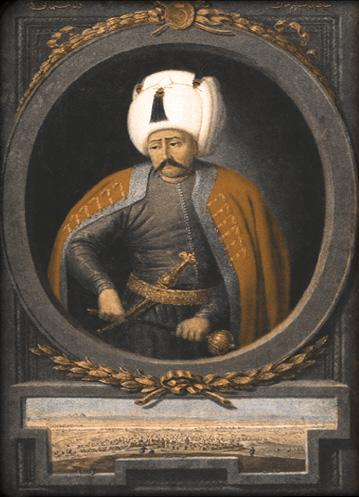
手持釘頭槌的塞利姆一世

塞利姆於1470年左右出生於安那托利亞中部的阿馬西亞，是巴耶濟德二世最小的兒子。塞利姆的母親名為古爾巴哈可敦，古爾巴哈可敦是來自卡赫拉曼馬拉什一帶埃爾比斯坦地區杜勒卡迪爾侯國的公主，她的父親阿拉優德夫勒貝伊是侯國第十一任的統治者。
1512年，年邁的巴耶濟德二世對於繼續統治鄂圖曼帝國感到厭倦，因此宣布塞利姆的哥哥艾哈邁德皇子成為他的王位繼承人。然而，塞利姆對父親的決定感到憤怒，為此背叛父親並興兵奪位，雖然塞利姆對巴耶濟德二世發起的第一次叛亂以失敗告終，但塞利姆最終仍成功擊敗他的父親與兄長艾哈邁德皇子，並順利登上蘇丹的寶座。塞利姆隨即勒令退位的父親前往遠離首都的季季莫蒂霍隱居，但巴耶濟德二世不久後便於路途中去世。塞利姆繼位後有鑑於過往他父親巴耶濟德二世與叔叔傑姆蘇丹之間以及他與兄長艾哈邁德對王位爭奪的教訓，使他決心仿效祖父征服者穆罕默德的做法，殺死自己所有的兄弟與侄子，為此塞利姆假意鼓動他的兄長艾哈邁德皇子、科爾庫特皇子和侄子們發起叛亂，以方便他清除覬覦王位潛在的競爭者。其中塞利姆的一名侄子穆拉德皇子，僥倖逃離塞利姆一世屠戮的魔掌，並逃往波斯的薩非王朝尋求支持與庇護，成為日後塞利姆遠征薩非王朝的遠因之一。
塞利姆一世的身材高挑，擁有寬闊厚實的肩膀，臉上留著長長的八字鬍，他同時精於政治，且熱愛戰鬥。

### 薩非王朝

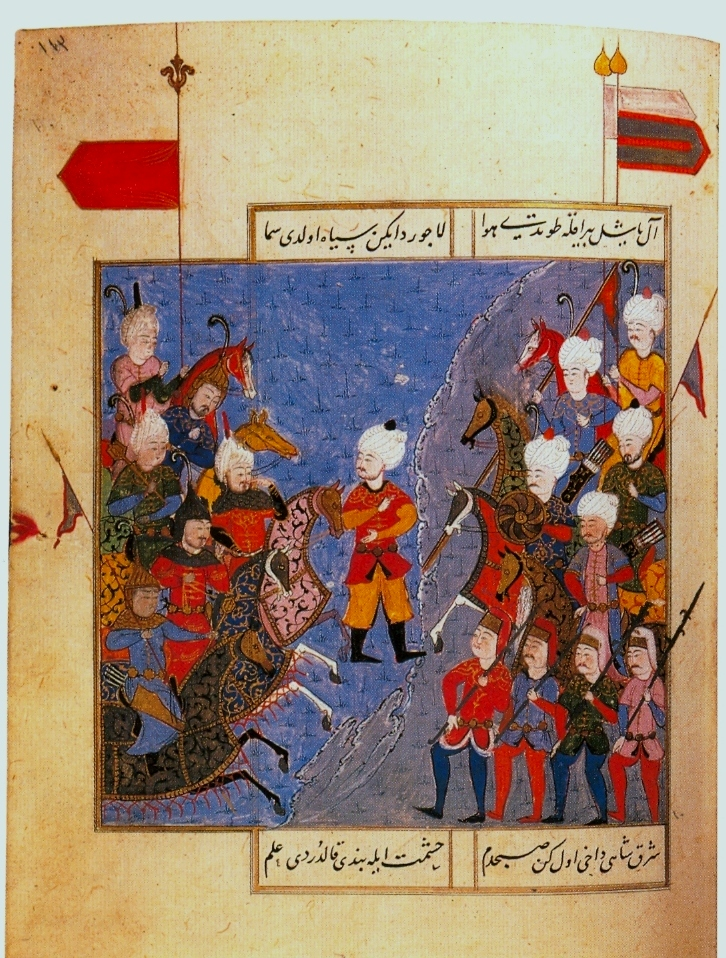
查爾迪蘭戰役場景，繪於十六世紀的鄂圖曼細密畫

塞利姆成為蘇丹後首先遭遇的挑戰來自東方，薩非王朝的沙阿伊斯玛仪一世與鄂圖曼帝國之間的關係益發緊繃，由於伊斯瑪儀一世將什葉派定為薩非王朝的國教，使波斯地區的伊斯蘭教信仰從遜尼派轉變為什葉派的十二伊玛目派分支。到了1510年間，伊斯瑪儀已經征服整個伊朗和阿塞拜疆、南達吉斯坦（其中包括重鎮傑爾賓特），美索不达米亚，亞美尼亞，呼羅珊與東安納托利亞，並將喬治亞地區的卡尔特利王国與卡赫蒂王国納為薩非王朝的屬國。伊斯瑪儀一連串的軍事行動對以遜尼派穆斯林為主的西方鄰國構成極大的威脅。1511年，伊斯瑪儀一世更支持由什葉派領袖沙庫魯在鄂圖曼帝國所屬安那托利亞地區發起的沙庫魯叛亂。
1514年，塞利姆一世決定率軍遠征伊斯瑪儀一世的領土，以阻止什葉派持續對鄂圖曼帝國疆域所造成的威脅。塞利姆和伊斯瑪儀兩人在大戰開始前交流了許多互相挑釁對方的信件。1514年8月23日，經過激烈的交戰後，塞利姆於查尔迪兰战役中大破伊斯瑪儀一世所率領的軍隊。雖然伊斯瑪儀的波斯軍隊具有較佳的機動性，且比鄂圖曼士兵準備的更加齊全，但鄂圖曼人仍佔了上風，獲勝的原因很大程度歸功於塞利姆的軍隊裝備了當時最先進的加农炮、黑火藥與火繩槍。在戰役中伊斯瑪儀一世負傷且幾乎被鄂圖曼的軍隊抓獲，塞利姆一世雖乘勝追擊波斯軍隊並攻陷薩非王朝的首都大不里士，但最終仍因為伊斯瑪儀一世的焦土政策、土耳其新軍厭戰情緒高漲以及惡劣的天候而被迫撤軍。
查爾迪蘭戰役具有劃時代的歷史意義，由於伊斯瑪儀一世輕忽槍械的優勢與砲兵的重要性，因而導致波斯軍隊決定性的失敗。在戰爭結束後，塞利姆提到因戰敗而灰心喪志的伊斯瑪儀一世，塞利姆評論他的對手：“酗酒直到爛醉神志不清的地步，並且完全撒手不管國家政事”。

### 馬穆魯克王朝

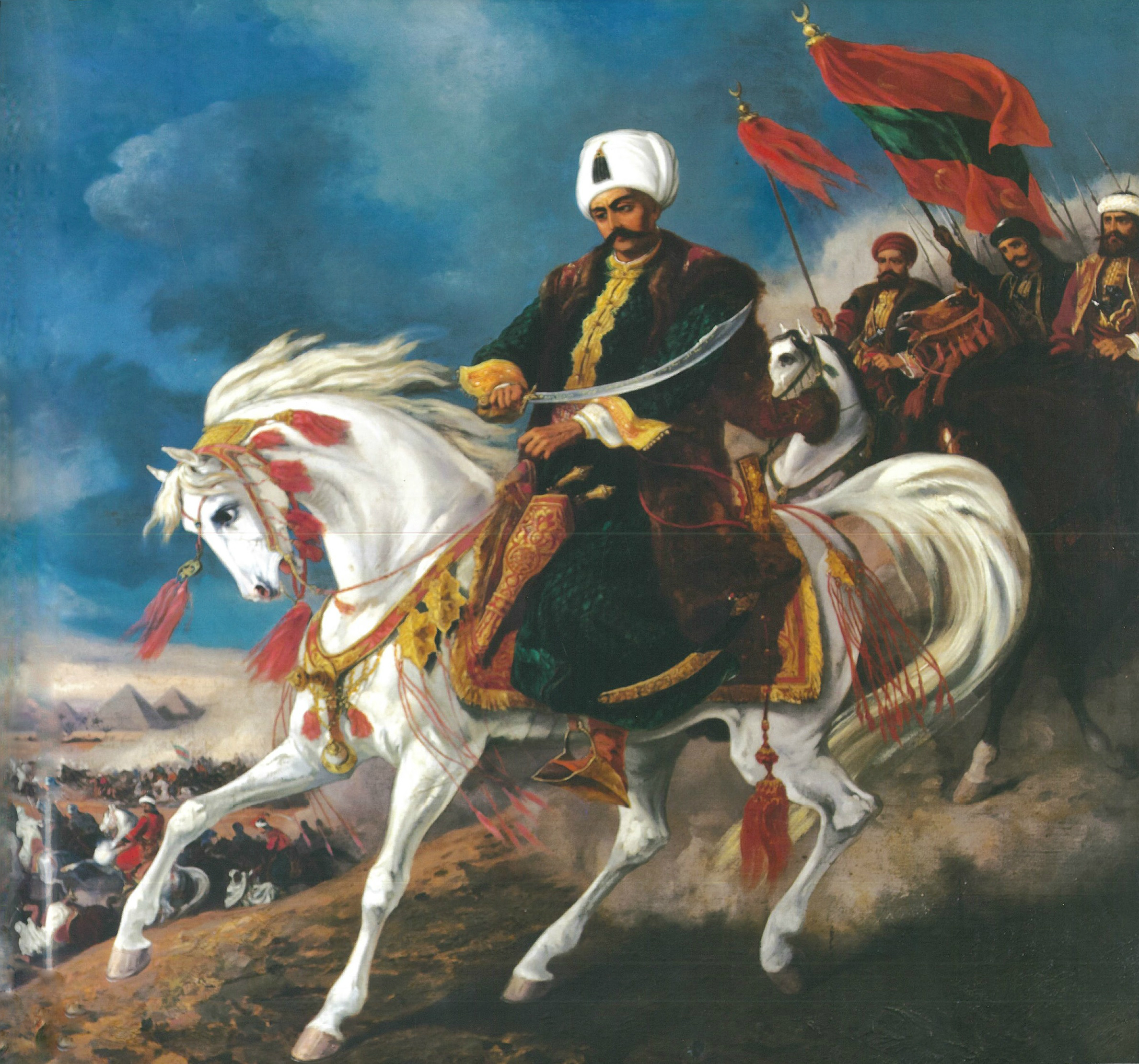
塞利姆一世遠征埃及

1516年，塞利姆揭開他征服埃及馬穆魯克王朝的序幕，塞利姆首先在達比克草原戰役中戰勝馬穆魯克的軍隊，隨後再度於里達尼亞戰役擊潰馬穆魯克王朝末代蘇丹圖曼貝伊二世。最終於1517年併吞整個馬穆魯克王朝的領土，包括敘利亞和巴勒斯坦在內的整個黎凡特地區，漢志與帖哈麥一帶的西阿拉伯半岛，以及埃及本身全數併入帝國的版圖。塞利姆從而將鄂圖曼的勢力伸展至原先受到馬穆魯克王朝統治的穆斯林聖城 - 麥加及麥地那。伊斯蘭世界兩處最神聖的聖域 - 麥加的禁寺與麥地那的先知寺自此牢牢控制在鄂圖曼帝國的手中，塞利姆因此獲得兩聖地之僕的頭銜。
最後一任阿拔斯王朝的哈里發穆塔瓦基勒三世，在鄂圖曼帝國征服馬穆魯克王朝後，穆塔瓦基勒三世與家人遭到鄂圖曼軍隊俘虜，並被強制移居到伊斯坦堡。到了十八世紀時，鄂圖曼開始出現一則傳聞，聲稱穆塔瓦基勒三世在鄂圖曼征服埃及後曾正式將他哈里發的頭銜讓與塞利姆一世。事實上，塞利姆並沒有追求哈里發的頭銜與權威，哈里發職位轉讓給鄂圖曼帝國蘇丹，是日後鄂圖曼統治者為加強自身正當性而編織出的故事。
塞利姆在1516年征服大馬士革之後，他隨即下令修復在鄂圖曼帝國境內廣受尊崇的蘇菲派著名大師 - 伊本·阿拉比的墳墓。

### 逝世

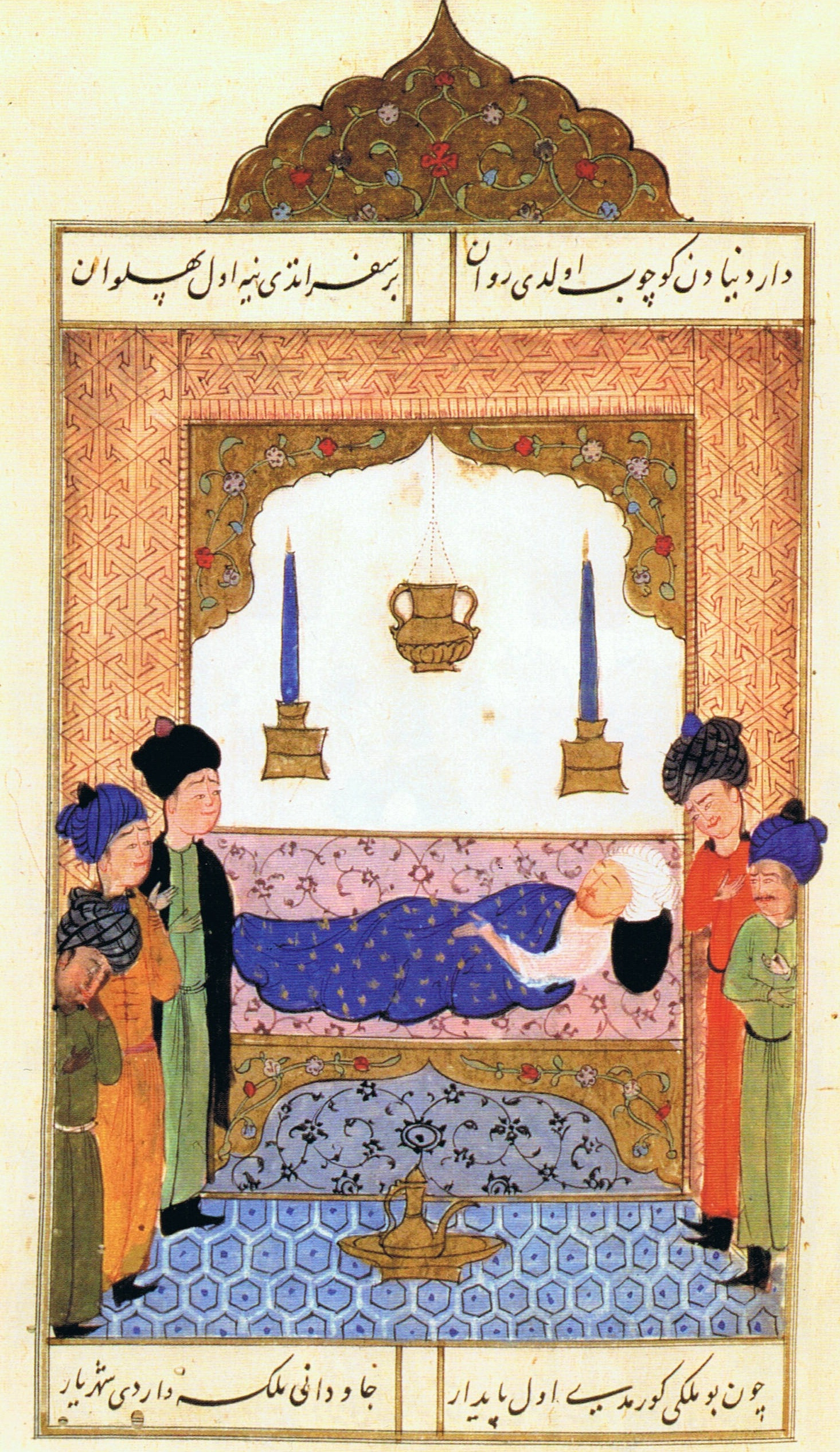
塞利姆一世病逝

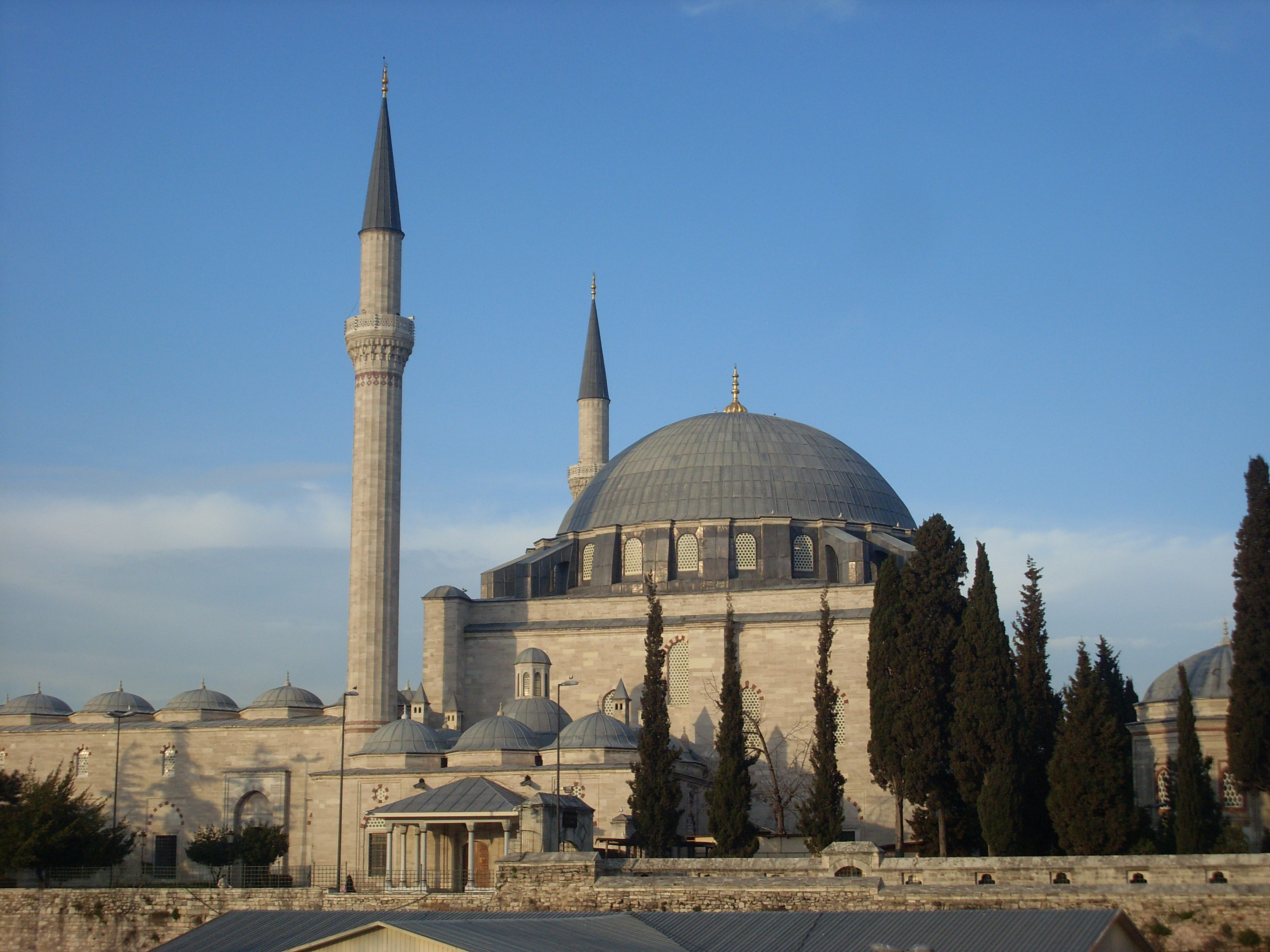
塞利姆一世清真寺

當塞利姆在他統治的第九年因染病而去世，享年大約五十歲。根據官方說法，塞利姆是因為長期於馬背上度過戰爭生涯，因而感染炭疽病導致病逝。然而，部分歷史學家認為塞利姆死於癌症或是遭到他的醫生下毒而中毒死亡。其他歷史學家則提出另一種說法，塞利姆的死因極有可能是感染了當時鄂圖曼帝國正流行的瘟疫而病逝。
1520年9月22日，塞利姆一世結束了他八年的統治生涯。塞利姆去世後遺體被送往伊斯坦堡，並隆重的安葬在塞利姆一世清真寺內，該清真寺由塞利姆的兒子蘇萊曼一世所建造，用以紀念他的父親。塞利姆一世認為鄂圖曼帝國真正的威脅來自東方，因此選擇優先率軍擊潰波斯以及征服中東與埃及一帶，進而確保帝國位於歐洲領地的安全
。

## 個人生活
塞利姆一世的脾氣暴躁易怒，尤其對臣下的要求十分嚴格，他手下許多維齊爾因各種原因觸怒塞利姆而遭處決。一則軼事講述某位維齊爾詼諧地向塞利姆提到假如蘇丹打算處死自己，希望可以事先通知他以方便他有時間可以處理好後事，塞利姆聽完大笑，並回答說他確實一直在考慮是否要殺死該名大臣，可惜沒人適合接替他的位置，否則自己很樂意處決他。由於遭塞利姆殺害的大臣人數實在太多，當時鄂圖曼帝國最受歡迎的一句詛咒便是“願你成為塞利姆的維齊爾”。
塞利姆是鄂圖曼帝國最成功與最受尊敬的統治者之一，儘管他執政期間僅有短暫的八年，但他在位期間精力充沛、努力不懈的替帝國開疆擴土。因此眾多歷史學家皆公認塞利姆幫他的繼任者奠定良好的基礎，為其子蘇萊曼大帝鋪下帶領鄂圖曼帝國邁向全盛時期的開端。
塞利姆也是一位傑出的詩人，他用筆名馬拉斯·塞利米（Mahlas Selimi）創作了一些土耳其語以及波斯語詩篇，其中他的波斯語作品流傳至今。
在他的一首詩中，塞利姆寫道：“一塊地毯足以兩名蘇菲信徒棲身，但世界之大卻不足容納兩名君王。”

## 對外關係

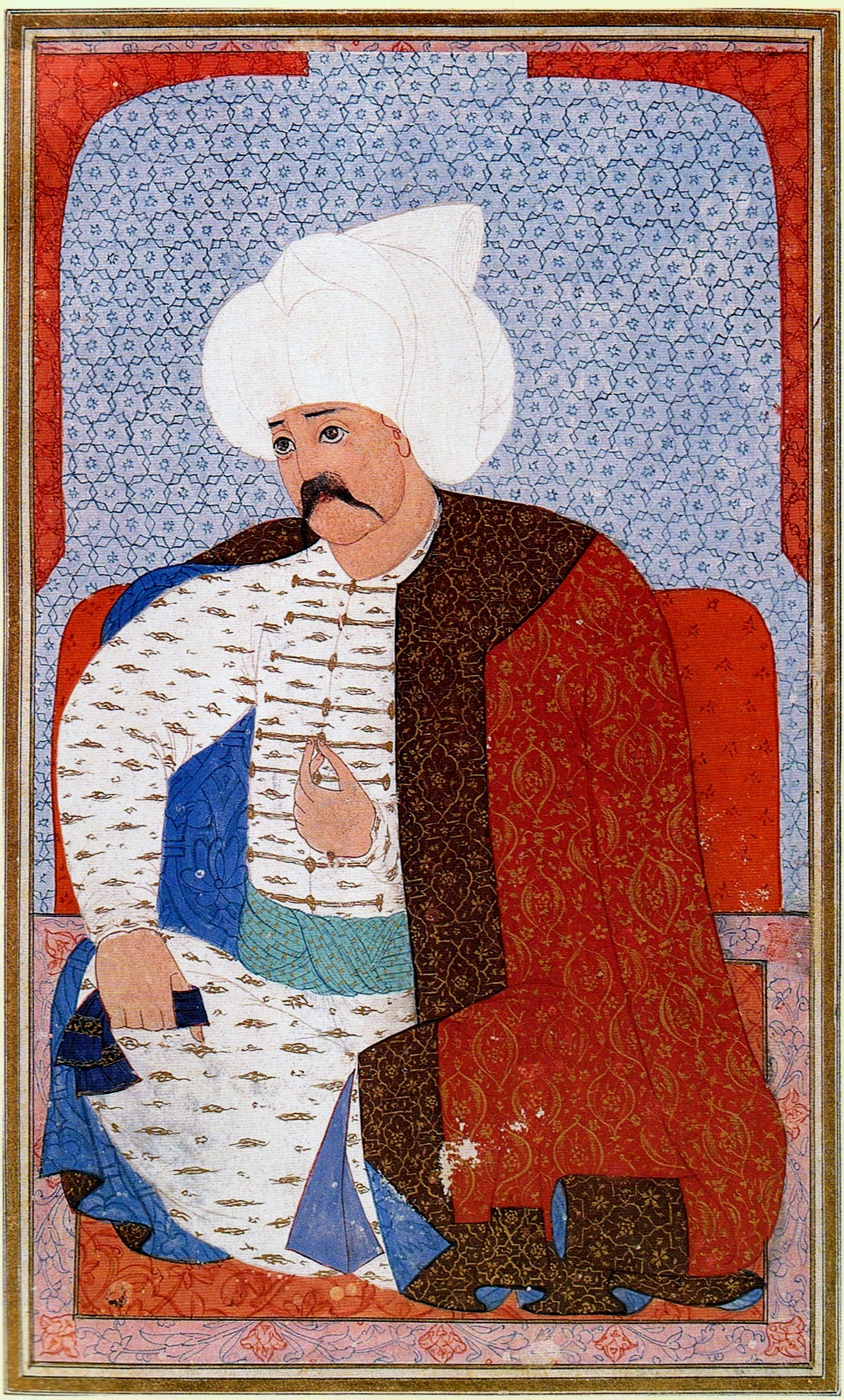
塞利姆一世

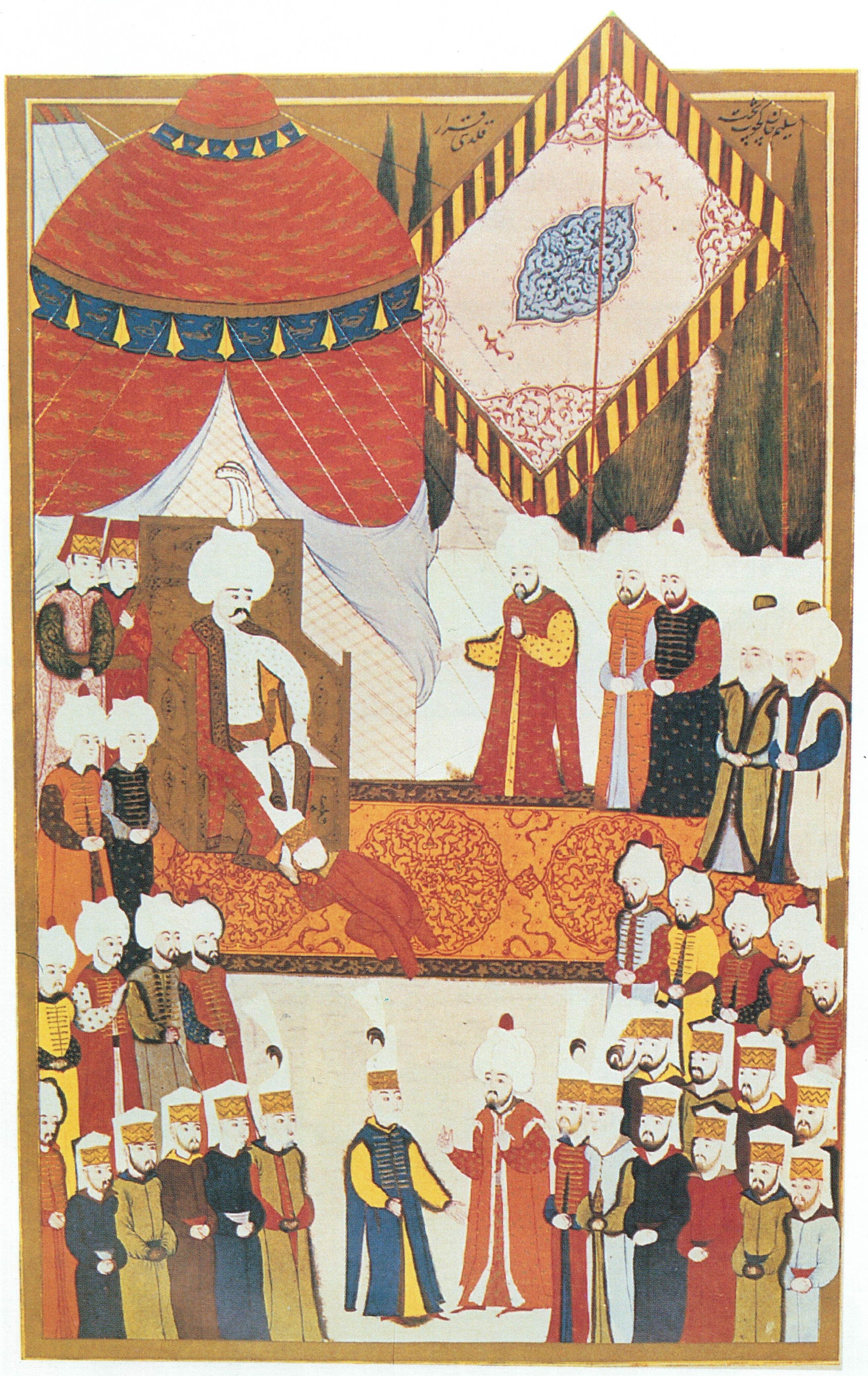
塞利姆一世的登基典禮

### 伊斯瑪儀一世
當塞利姆一世於1514年率軍進攻波斯，沿途卻遭遇沙阿伊斯瑪儀一世的焦土戰術，塞利姆希望在他的軍隊被缺糧餓死前引誘伊斯瑪儀進行正面的決戰，因此開始向伊斯瑪儀寄送許多帶有侮辱性言語的信件，信中塞利姆指責伊斯瑪儀的怯懦：
“汝等虛偽之人，不該偷偷摸摸的逃避危險; 汝輩應當像盾牌般挺起自己的胸膛，挺身回應遭遇的危機; 爾等應該像盔甲一樣，羞辱敵人對自己發動的攻擊。”
伊斯瑪儀回覆了塞利姆的信件，他派遣使節帶給塞利姆一封回信，並同時附上一盒鴉片，伊斯瑪儀在信中暗諷並嘲笑塞利姆的文章僅是一名毒蟲作家的低級作品，塞利姆對沙阿詆毀他的文學才華感到憤怒，盛怒中下令將倒楣的波斯使者砍成碎片。
兩人除了軍事衝突之外，塞利姆和伊斯瑪儀也在經濟方面產生對立。由於伊斯瑪儀堅持將什葉派立為薩非王朝的國教（與塞利姆信仰的遜尼派相互對立），塞利姆和他的父親巴耶濟德二世皆“拒絕承認伊斯瑪儀一世在政治與宗教上的合法性”，在鄂圖曼帝國的編年史中，更將崇信什葉派的薩非蔑稱為不信奉真主的人與異教徒。在查爾迪蘭戰役結束後，塞利姆一世再也難以忍受波斯的沙阿伊斯瑪儀這名惹人厭的對手，為了徹底打垮這名敵人，塞利姆決定開始實行封閉兩國邊界的政策。
塞利姆一世希望利用鄂圖曼帝國的中心位置進而切斷薩非王朝與世界其他地區之間的聯繫。儘管當時鄂圖曼帝國重要的丝绸生產原料來自波斯地區，塞利姆仍決心對薩非王朝實施嚴格的禁運，並試圖破壞波斯的經濟基礎，在禁運政策施行期間，絲綢原料僅能迂迴經由埃及馬穆魯克王朝的阿勒頗一帶進口，但當1517年，塞利姆征服馬穆魯克王朝後，鄂圖曼與薩非兩國間的貿易完全陷入停滯。塞利姆嚴厲地施行他的禁運政策，“在兩國宣戰時未立即離開帝國領土的商人，他們的貨物將被沒收且遭到拘禁”鄂圖曼帝國僅開放邊境給遜尼派以及與薩非王朝無關的貿易者通過，波斯商人則完全被禁止進入鄂圖曼帝國的國界，塞利姆為了中斷與薩非王朝的貿易，甚至不惜犧牲他自己帝國的絲綢業與人民。
當塞利姆於1520年去世後，他的兒子蘇萊曼一世很快地解除禁運和封閉邊界政策。

### 巴布爾
蒙兀兒帝國的統治者巴布尔早年與塞利姆的關係時有摩擦，因為當時塞利姆提供巴布爾的死敵布哈拉汗国的穆罕默德·昔班尼火繩槍與火砲等強大的火力支援以對付薩非王朝的伊斯瑪儀一世。1507年，塞利姆要求巴布爾承認鄂圖曼帝國成為蒙兀兒的宗主國，但遭到巴布爾的拒絕。
1513年，塞利姆一世與巴布爾和解（塞利姆擔心巴布爾會加入薩非王朝的陣營），並派出砲兵指揮官烏斯塔德·阿里·庫利和火繩槍部隊指揮官穆斯塔法·魯米在內諸多奥斯曼土耳其人協助巴布爾的軍隊征戰，自此開啟兩國日後關係的基礎。

## 圖集

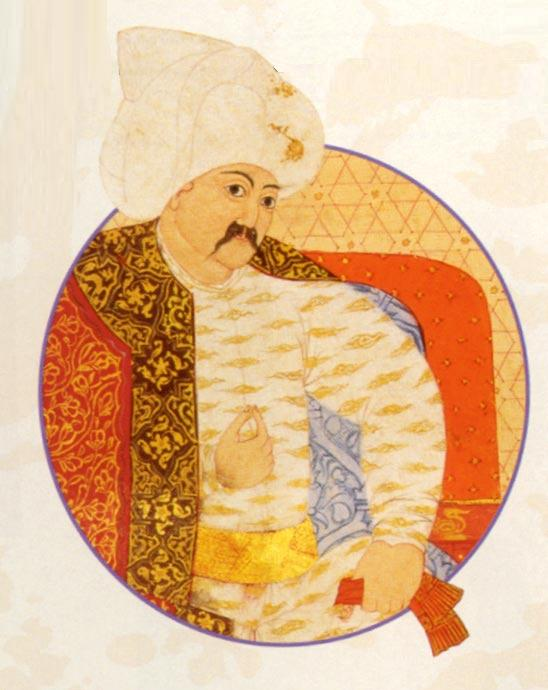
塞利姆一世肖像
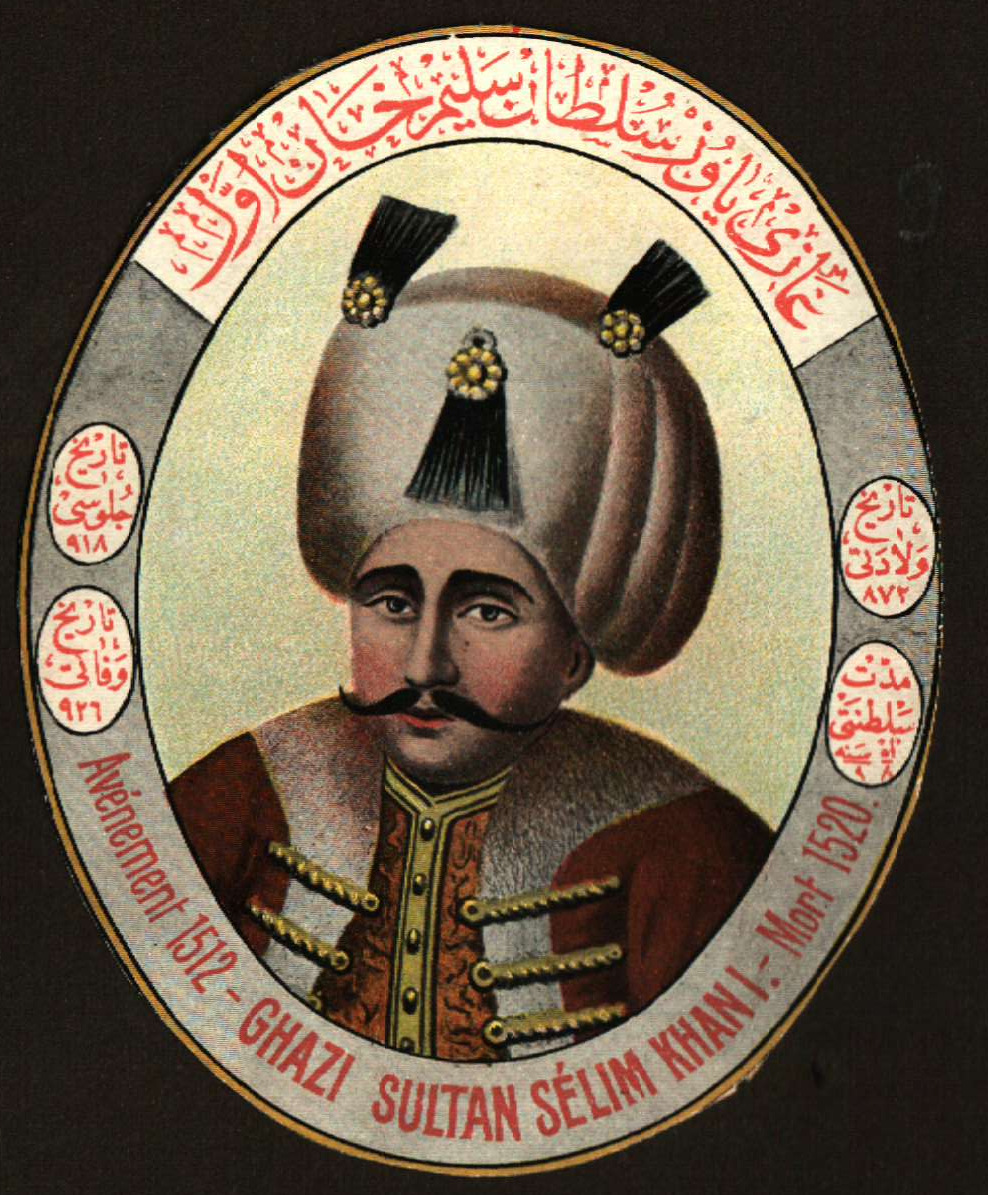
塞利姆一世畫像
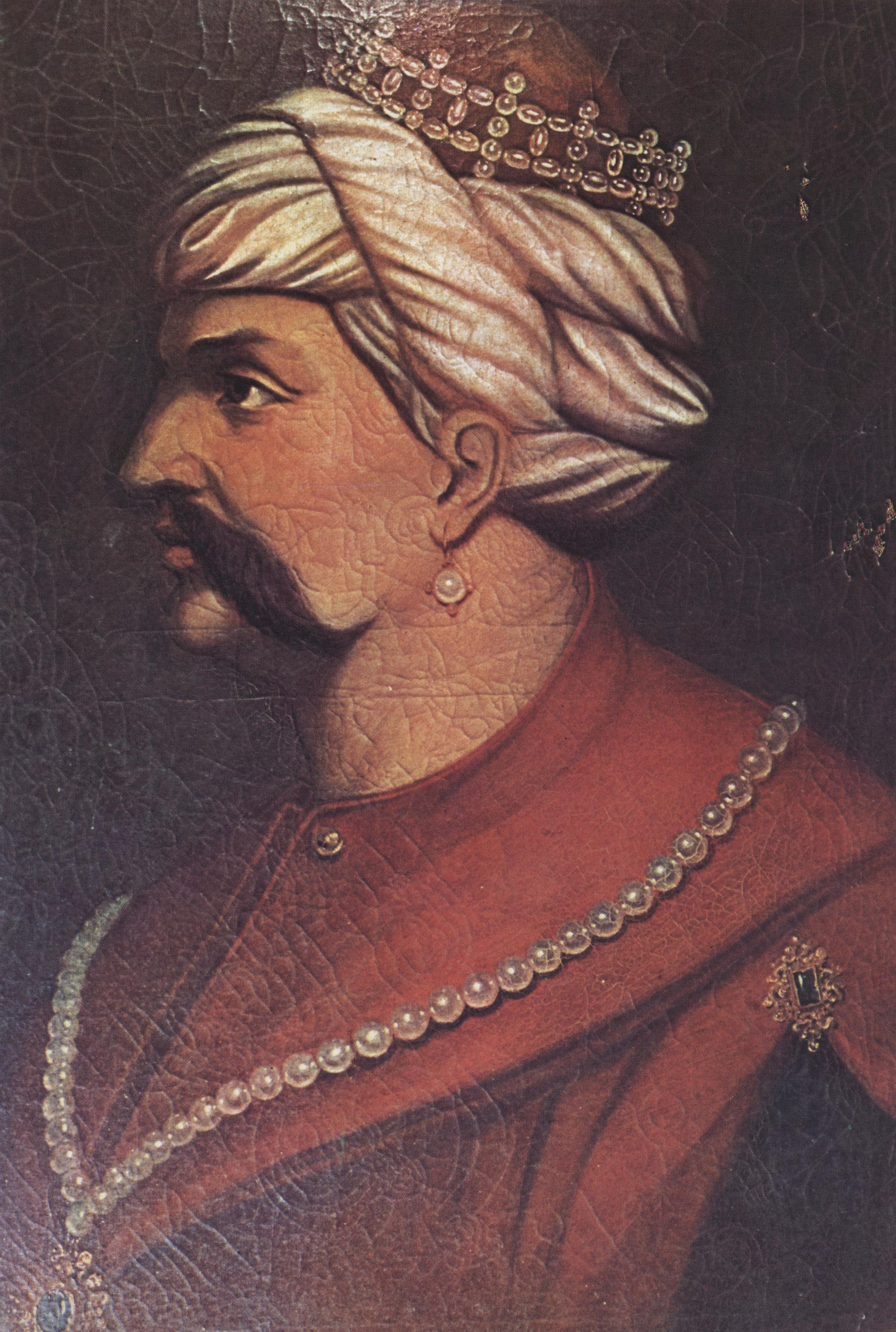
塞利姆一世肖像
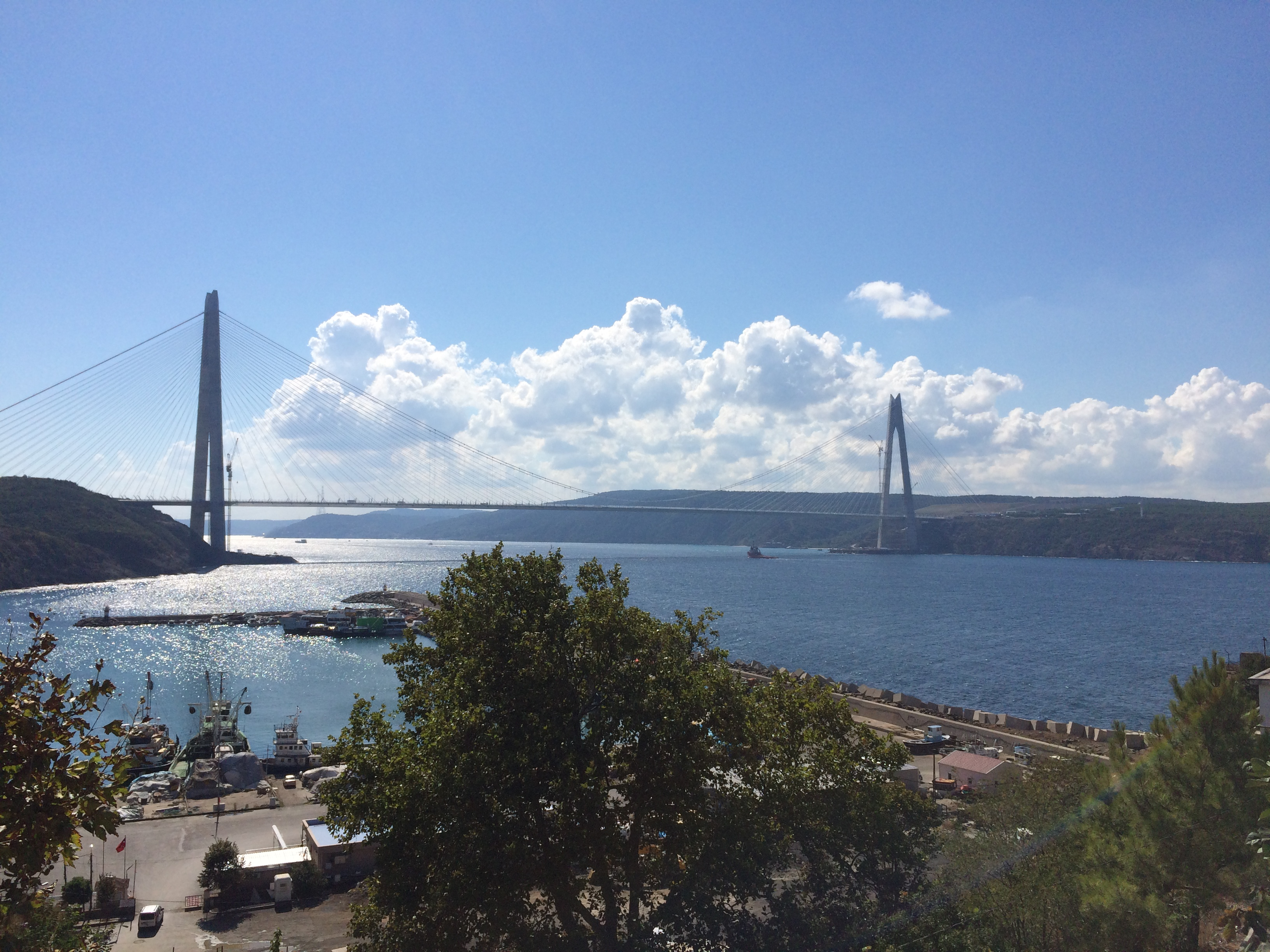
亚武兹苏丹塞利姆大桥
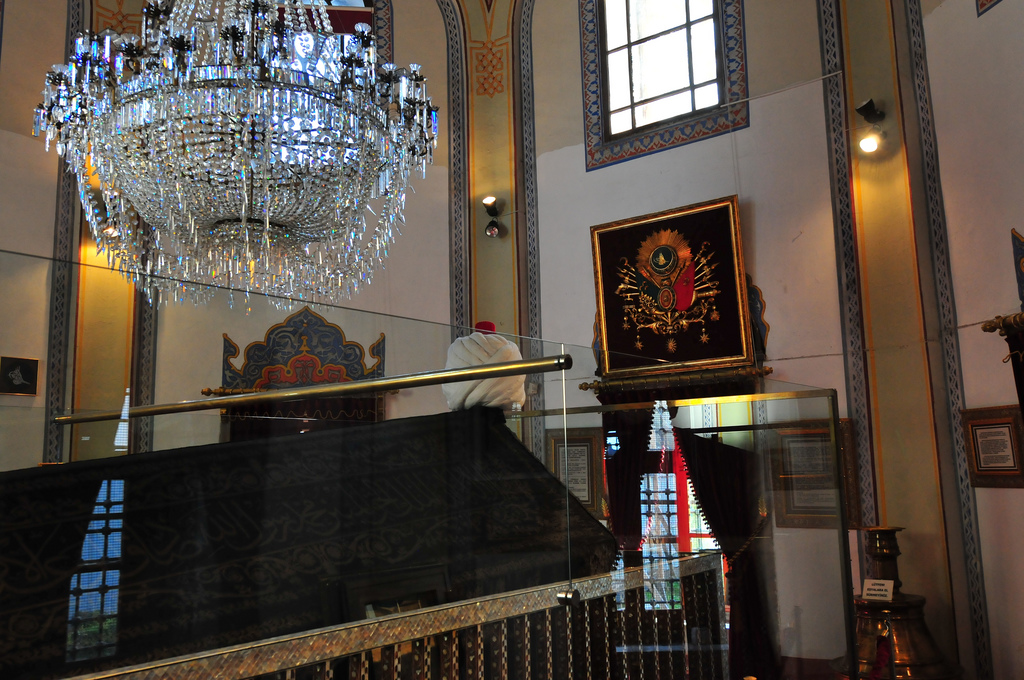
位於清真寺內塞利姆一世的棺木

## 外部連結
| 塞利姆一世 奧斯曼王朝出生于：1470年逝世於：1520年 | 塞利姆一世 奧斯曼王朝出生于：1470年逝世於：1520年 | 塞利姆一世 奧斯曼王朝出生于：1470年逝世於：1520年 |
| 統治者頭銜                                        | 統治者頭銜                                        | 統治者頭銜                                        |
| ------------------------------------------------- | ------------------------------------------------- | ------------------------------------------------- |
| 前任者： 巴耶济德二世                             | 奧斯曼帝國第九代蘇丹 1512年－1520年               | 繼任者： 蘇萊曼一世                               |
| 伊斯蘭教遜尼派頭銜                                |                                                   |                                                   |
| 前任者： 穆塔瓦基勒三世                           | 伊斯蘭教第七十三代哈里發 1517年－1520年           | 繼任者： 蘇萊曼一世                               |